# مجید صباغ ایرانی
مجید صباغ ایرانی (زاده ۱۳۱۶ - درگذشته ۱۳۸۹) متخلص به یالقیز (Azerbaijani: Yalqız) شاعر و روزنامه‌نگار ایرانی اهل تبریز بود که به زبان ترکی آذربایجانی می‌سرود و می‌نوشت. سبک اشعار وی بیشتر طنز اجتماعی-سیاسی بود و زبانی ساده و گاهی واژه‌ها و اصطلاحات عامیانه را در بر می‌گرفت. در مهرماه سال ۱۳۸۴ به همت اداره کل فرهنگ و ارشاد اسلامی آذربایجان شرقی از وی به عنوان استاد و شاعر بزرگ طنز آذربایجان تجلیل شد. از استاد یالقیز سه اثر طنز به چاپ رسیده که عبارتند از: «جیغان ویغان»، «چیغیر باغیر» و «چال‌ها چال». وی همچنین از سال ۱۳۸۳ تا اواخر عمر در روزنامه عصر آزادی ستون «سوزآلان سوز ساتیرام» را با مضمون نقد اجتماعی می‌نوشت.